# Anstorp
Anstorp är en småort i Askers socken i Örebro kommun i Närke.